# گورگن‌جیک (آرهاوی)
گورگن‌جیک (به ترکی استانبولی: Gürgencik) یک منطقهٔ مسکونی در ترکیه است که در آرهاوی واقع شده‌است. گورگن‌جیک ۲۷ نفر جمعیت دارد.